# Eparchia di Riga

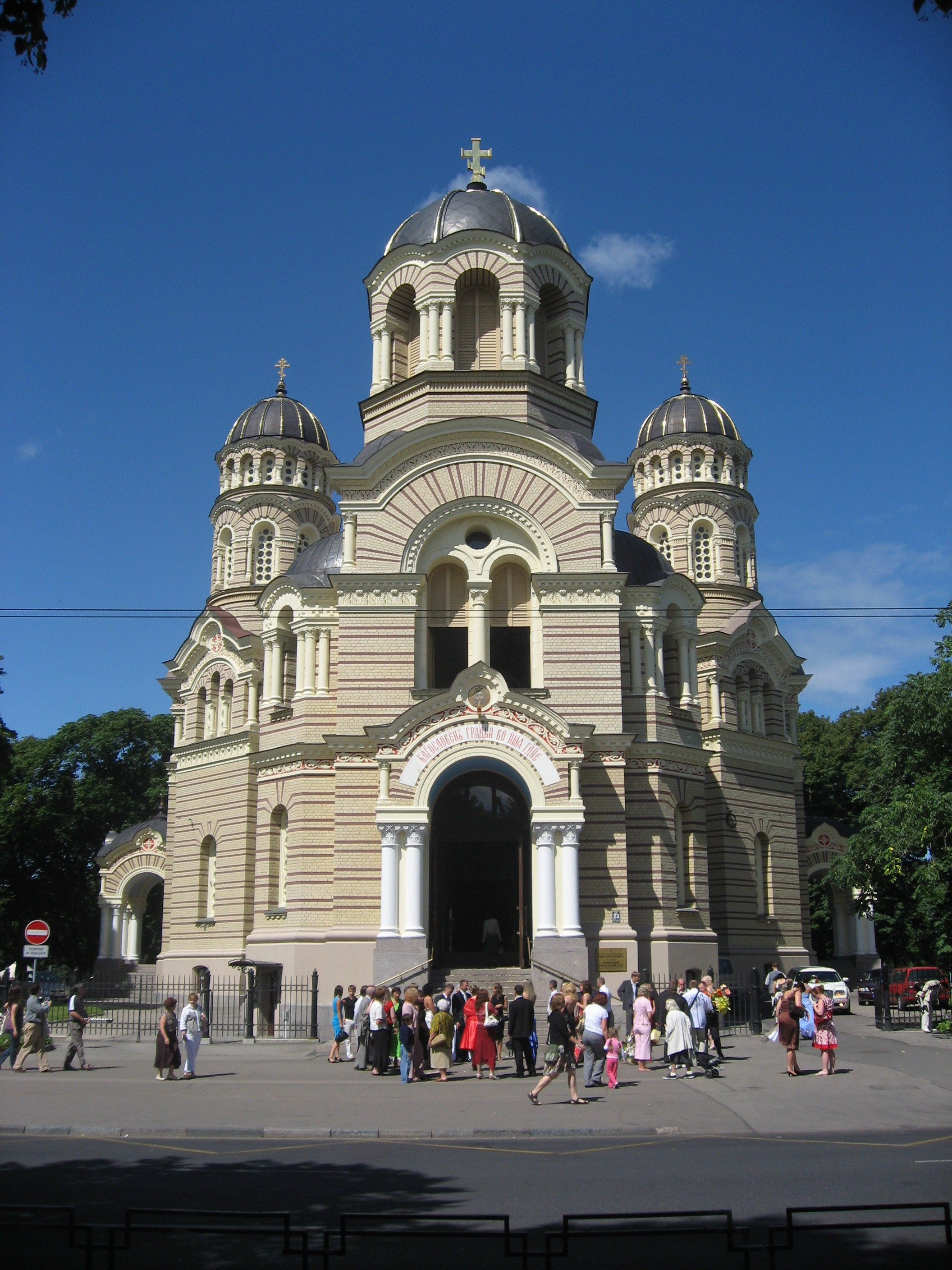
Cattedrale della Natività di Cristo

L'eparchia di Riga o anche Metropolia di Riga e di tutta la Lettonia (in lettone: Rīgas un visas Latvijas metropolīts, in russo: Mитрополит Рижский и всей Латвии) è stata eretta nel 1850 per decisione del Sinodo della chiesa ortodossa russa, di cui ancora oggi fa parte, nell'ambito della chiesa ortodossa lettone. Ha sede nella città di Riga, in Lettonia, presso la cattedrale della Natività di Cristo.

## Storia
Nel 1710 durante la Grande guerra del Nord, la Livonia e Riga divennero parte della Russia dopo la loro resa. Da allora le parrocchie ortodosse della Livonia divennero parte dell'eparchia di Pskov, che dal 13 gennaio 1764 assunse il titolo dei vescovi di Riga, in aggiunta a quello principale di Pskov.
Tra gli anni 1781 e 1785 venne riedificata la cattedrale ortodossa dei Santi Pietro e Paolo a Riga e tra gli anni 1876 e 1884 la nuova cattedrale della Natività di Cristo. Grandi cattedrali sempre rientranti nella giurisdizione dell'eparchia sono state anche erette in seguito a Jelgava, Liepaja e Daugavpils.
Alla vigilia della prima guerra mondiale l'eparchia di Riga comprendeva le tre province di Livonia, Curlandia ed Estonia e contava 267 chiese e più di 270.000 fedeli. Durante la guerra vennero distrutte molte chiese, santuari e diverse proprietà della chiesa ortodossa vennero indebitamente confiscate.
A partire dal 1921, grazie all'azione dell'arcivescovo Jānis Pommers, furono restaurati e ricostruiti numerosi luoghi di culto, riaperto il seminario e la cattedrale della Natività restituita al culto.
Nel 1945 l'eparchia di Riga e Lettonia contava 138 chiese e 2 monasteri, entro il 1954 il numero delle parrocchie è sceso a 124. A causa della chiusura forzata nel 1963 il numero di chiese è sceso a 100 (di cui 14 in lingua lettone).
Nel 2013 l'eparchia ha ceduto parte del suo territorio per l'erezione dell'eparchia di Daugavpils.